# Pheidole deceptrix
Pheidole deceptrix är en myrart som beskrevs av Auguste-Henri Forel 1899. Pheidole deceptrix ingår i släktet Pheidole och familjen myror. Inga underarter finns listade i Catalogue of Life.

## Bildgalleri

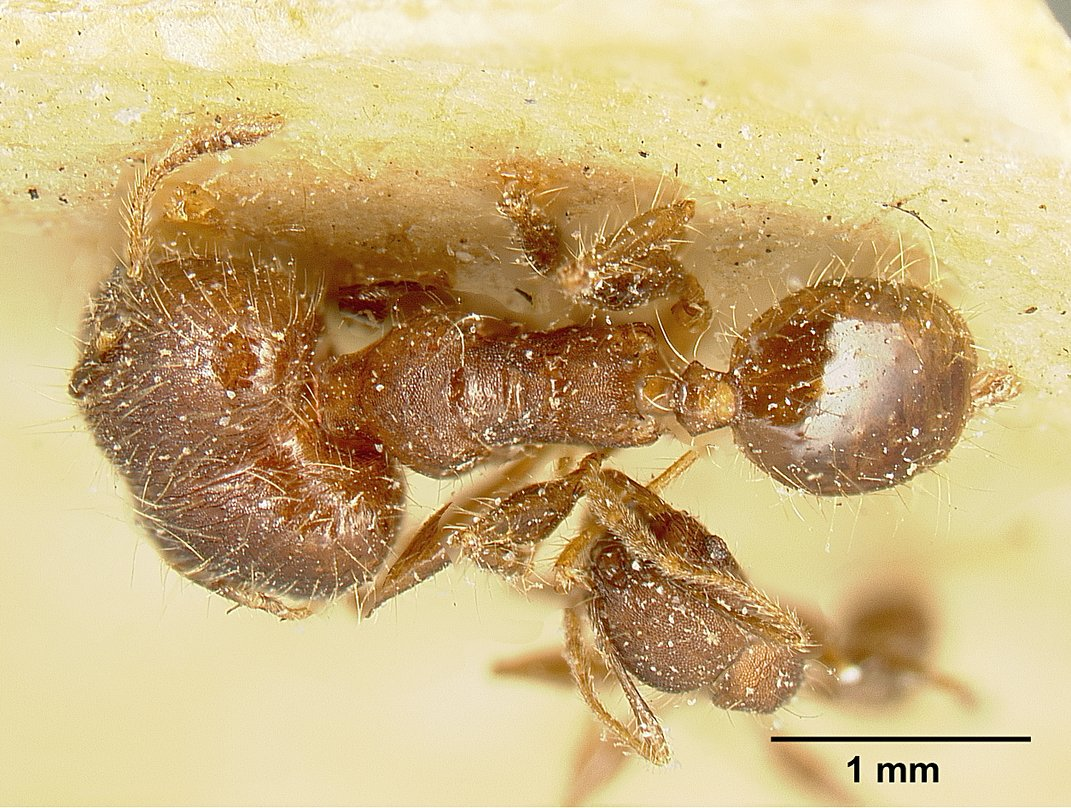
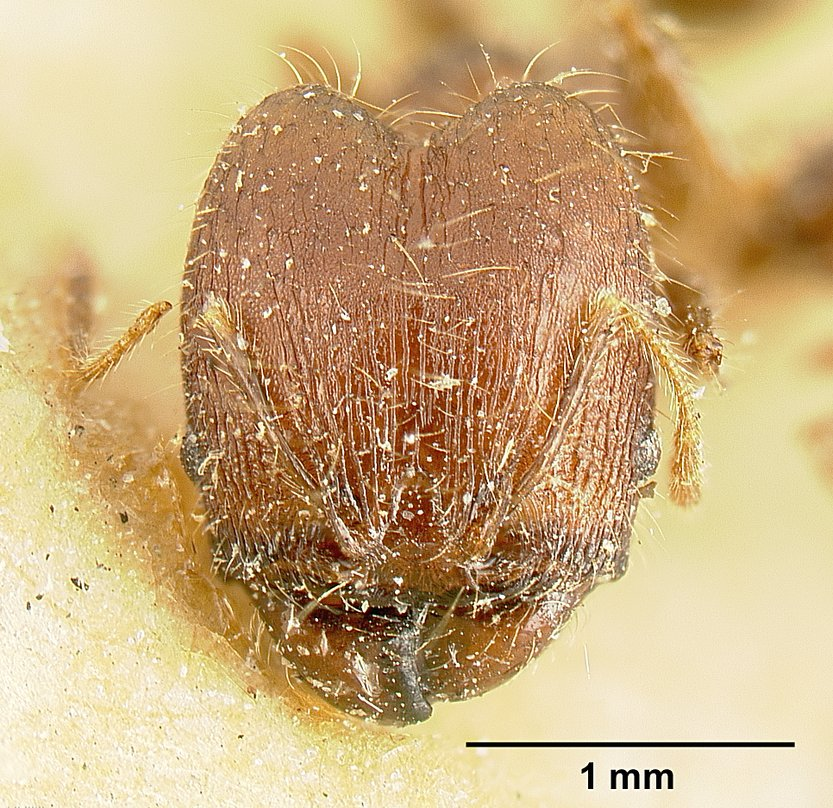
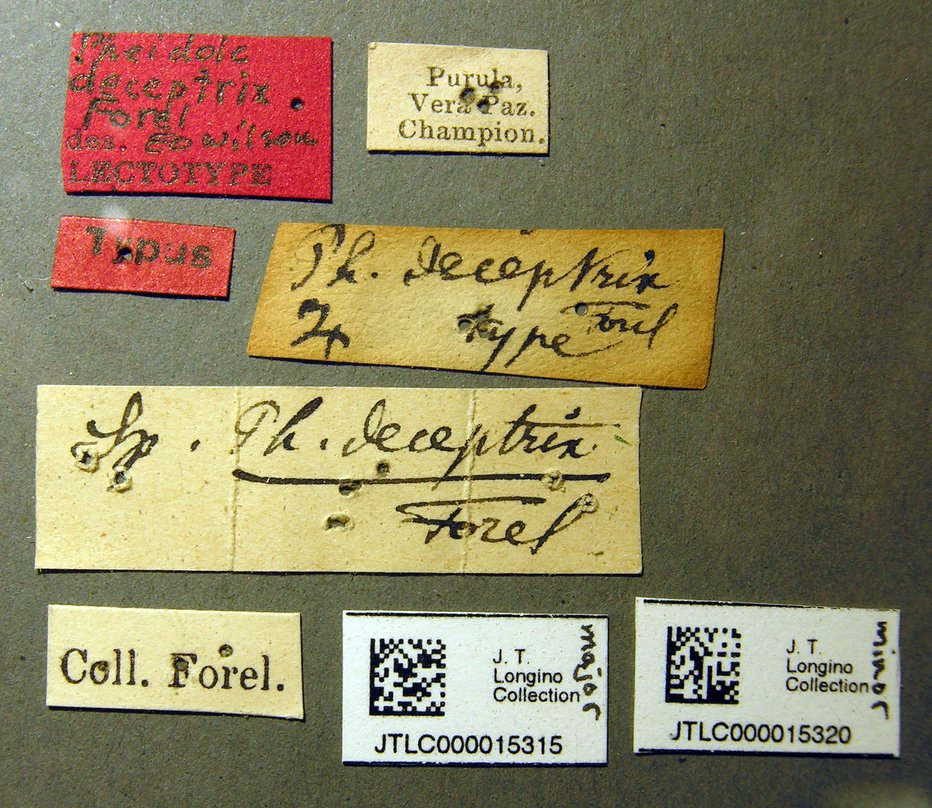
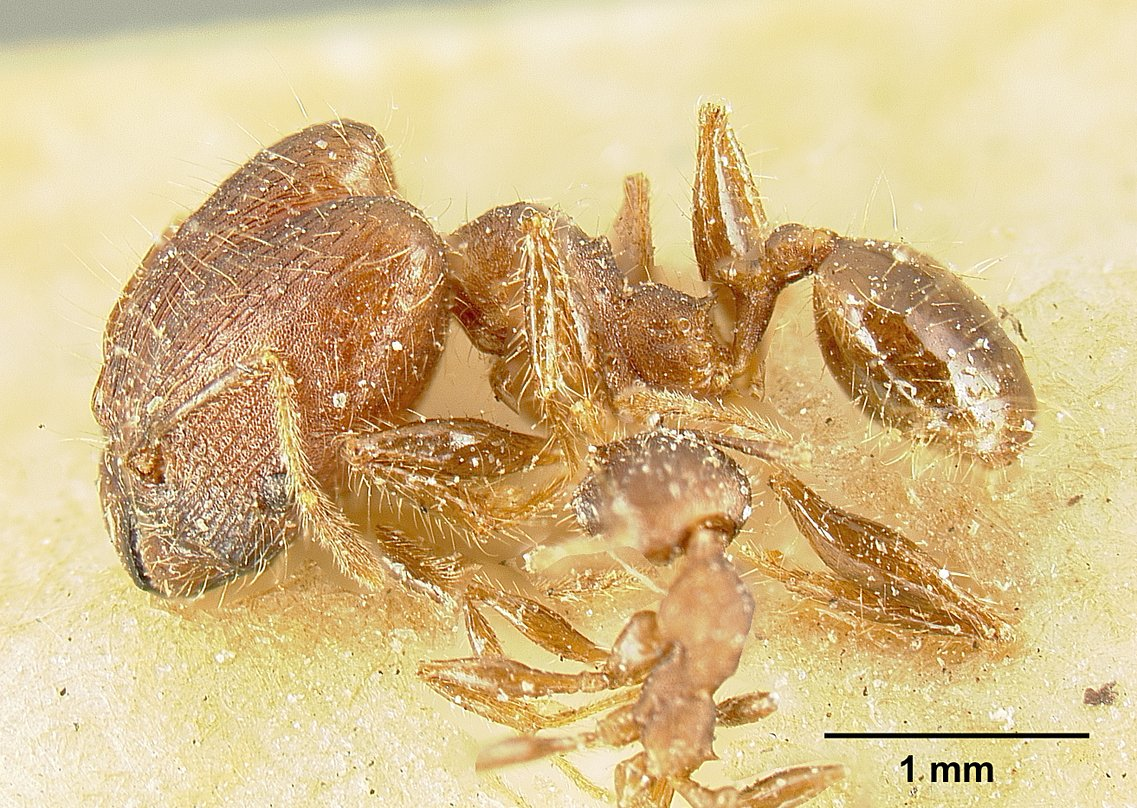
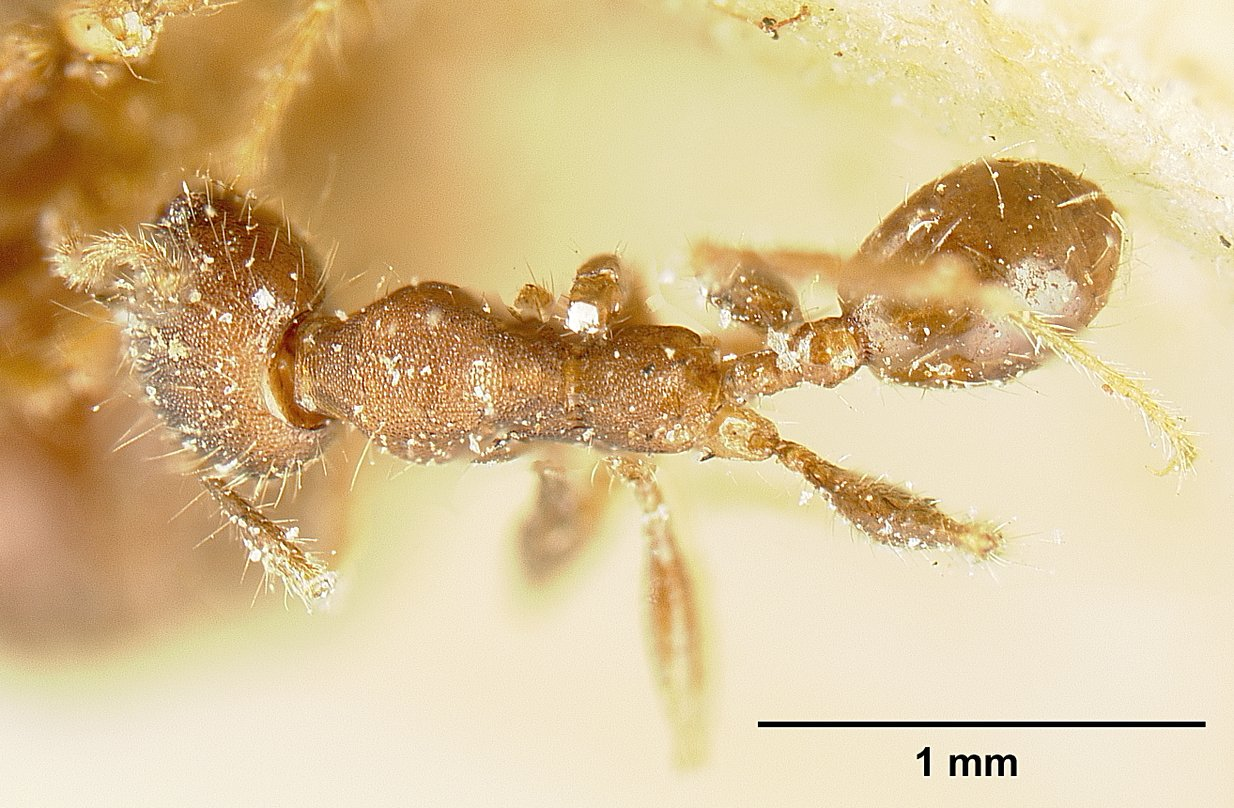
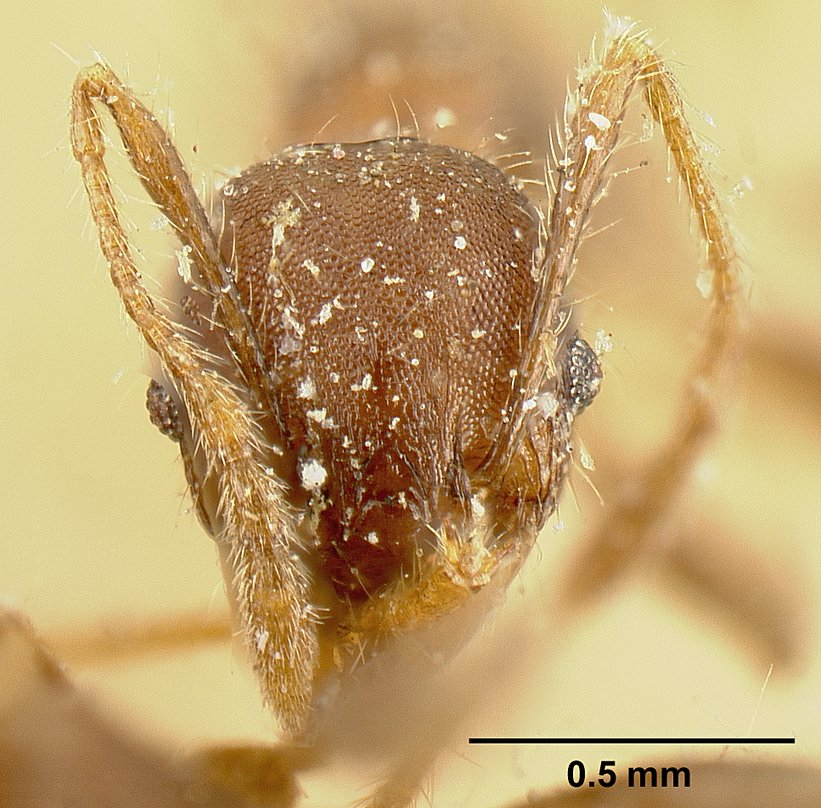